# Urszula Wasil
Urszula Wasil (ur. 30 kwietnia 1996 roku) – polska piłkarka, grająca na pozycji pomocnika. Od rundy wiosennej sezonu 2012/2013 występuje w Górniku Łęczna. W 2013 roku zdobyła z reprezentacją Polski mistrzostwo Europy do lat 17.
Zawodniczka jest wychowanką Widoku Lublin. Na początku 2013 roku przeszła do Górnika Łęczna. Na rozegranych w czerwcu 2013 roku Mistrzostwach Europy do lat 17 zdobyła wraz z reprezentacją Polski U-17 złote medale.